# Elephas maximus sumatranus
El elefante de Sumatra (Elephas maximus sumatranus) es una subespecie de elefante asiático. Viven en tierras y colinas bajas en la isla de Sumatra, en Indonesia. Esta especie, desde 1985 hasta 2012, se ha reducido a la mitad su población debido a la pérdida del 70% de su hábitat, por lo que está catalogada como en Peligro Crítico (CR) por la UICN.

## Características
Los estudios genéticos, especialmente del ADN mitocondrial, han evidenciado que esta es una subespecie bien definida que debe ser considerada como una unidad evolutivamente significativa.
Posee el tamaño más pequeño del grupo, llegando a medir en promedio un poco más entre 1,7 y 2,3 metros de altura, y en cuanto a su peso, puede estar entre las dos y cuatro toneladas, el mismo peso que dos autos y medio. Las hembras suelen ser más pequeñas que los machos. Tienen orejas relativamente más grandes (aunque nunca al nivel del Loxodonta africana) y el otro consiste en un par de costillas adicionales. Su piel tiene una coloración gris un poco menos intensa, aunque puede variar, ya que su color gris claro puede actuar como camuflaje en su entorno, y son casi calvos. Sus colmillos llegan a estar presentes en los machos, mientras que en las hembras generalmente no, y en caso de tenerlos, solo son visibles cuando abre la boca. La trompa del elefante de Sumatra tiene más de sesenta mil músculos.

## Alimentación y reproducción
Pueden consumir hasta unos 150 kg de peso húmedo diariamente de alimento, lo cual es necesario para mantener sus grandes cuerpos. Son herbívoros generalistas, de modo que su alimentación está conformada por diversas partes de una amplia variedad de plantas, como semillas, hojas, brotes, cortezas y frutos, aunque también llegan a ingerir pequeñas porciones de tierra para incluir ciertos minerales que les son beneficiosos.
La dispersión de una gran diversidad de plantas que están presentes en los bosques donde habita el elefante de Sumatra está íntimamente relacionada con la presencia de este animal, ya que es un gran dispersor de vegetales.
Las hembras dejan de reproducirse después de sesenta años de edad. La longevidad máxima es de alrededor de sesenta años. En cautiverio, las hembras han sobrevivido hasta setentaicinco años mientras que los machos han sobrevivido sólo a sesenta. El período de gestación de la hembra es de dieciocho a veintidós meses, y nace una sola cría. El parto ocurre en la noche y dura aproximadamente diez segundos. El peso medio al nacer del elefante de Sumatra es de 100 kg, aproximadamente 220.5 libras cuando es un bebé, el equivalente a treinta ladrillos. El niño es capaz de ponerse de pie por sí solo después de diez, máximo treinta minutos.

## Hábitat y distribución
El hábitat principal de este animal está constituido por los bosques de tierras y colinas bajas, los cuales se encuentran alrededor de los 300 metros de altura, aunque también podrían estar presente en otros tipos de ecosistemas de la isla. Los bosques mencionados se caracterizan principalmente por ser tropicales y lluviosos, brindando un medio idóneo para su desarrollo.
La población actual de los elefantes de Sumatra se estima en 2,400, máximo 2,800 individuos silvestres, con exclusión de los elefantes en los campamentos, en veinticinco poblaciones fragmentadas en toda la isla. Más del 85% de su hábitat se encuentra fuera de las áreas protegidas.

## Estado de conservación
Más del 69% del hábitat del elefante de Sumatra ha sido perdido en los últimos veinticinco años: nueve poblaciones se han perdido desde mediados de la década de 1980 en Lampung y un estudio realizado en 2009 por nueve bloques de bosque en Riau que tenían manadas de elefantes en 2007 reveló que seis rebaños habían extinto. La deforestación de los bosques en Sumatra atenta directamente en contra de la disponibilidad de alimentos para estos elefantes, ya que la misma termina por acabar con todas las plantas de las cuales se alimentan. Además, cuando el ser humano siembra especies que tienen propósitos comerciales, impide que estos elefantes puedan consumir. Otro problema que enfrenta la especie es la caza ilegal, son cazados por el marfil, para ser consumidos como alimento, cuero y otros productos. También, son recogidos de su estado salvaje para usos ceremoniales.
En 2004, el parque nacional de Tesso Nilo se ha establecido en la provincia de Riau para proteger el hábitat del elefante de Sumatra. Este bosque es una de las últimas áreas lo suficientemente grandes como para mantener una población viable de elefantes.
Desde 1985 hasta 2012 se ha reducido a la mitad el número de individuos de esta subespecie debido a la pérdida del 70% de su hábitat, por lo que la UICN catalogó al Elephas maximus sumatranus como especie en Peligro Crítico (CR), en el apéndice I de la CITES, y se cree que para el 2025 esté totalmente extinto si no se hace nada por evitarlo.